# فيليب بوفي
فيليب بوفي هو ملاكم بلجيكي، مثّل بلاده في الألعاب الأولمبية الصيفية 1920.

## روابط خارجية
فيليب بوفي على موقع أوليمبيديا (الإنجليزية)